# Цілинна ділянка №3
Цілинна ділянка №3 — ентомологічний заказник місцевого значення. Об'єкт розташований на території Вільнянського району Запорізької області, село Василівка.
Площа — 10 га, статус отриманий у 1984 році.